# Oldřich I. z Hradce
Oldřich I. z Hradce (před 1254 – po 1282) byl synem Vítka I. z Hradce. Za manželku měl Marii Magdalenu z Hardeka. Měl potomky Oldřicha, Vítka, Otu, Kateřinu, Marii a Markétu.

## Život

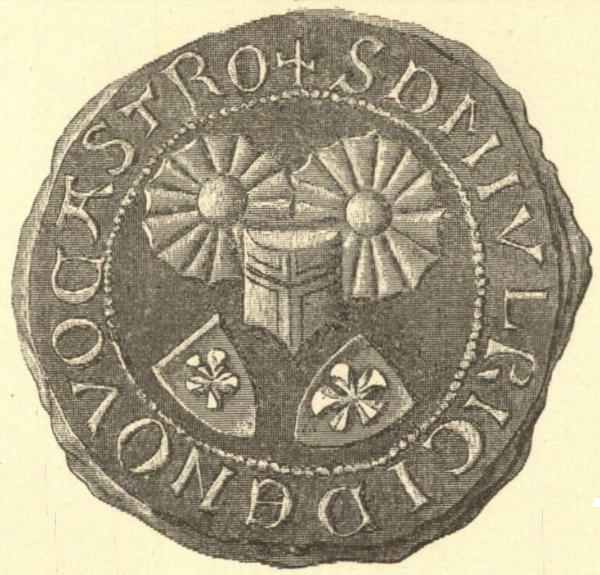
Pečeť Oldřicha I. z Hradce (1276)

V šedesátých letech 13. století získal po smrti Voka I. z Rožmberka největší vliv z příslušníků širokého rozrodu Vítkovců, patřil mezi spojence krále Přemysla Otakara II. Roku 1269 však upadl u krále v nemilost, neboť v jižních Čechách na sebe narážely majetkové a mocenské zájmy Vítkovců na jedné straně a krále na straně druhé. Králi se dařilo postupně narušovat velké državy Vítkovců. Roku 1272 již bylo mezi oběma stranami zřetelné nepřátelství. Pravděpodobně i díky Vítkovcům prohrál Přemysl boj s císařem Rudolfem při jeho obléhání Vídně roku 1276. V době vítkovského povstání proti králi roku 1277 Přemysl Otakar II. dobyl Jindřichův Hradec, aby získal kontrolu nad přístupovými cestami do Rakouska a na jižní Moravu. Oldřichovi, který se nejspíš králi vzdal, pak město vyměnil za ves Buk. Krále Přemysla Otakara II. přežil Oldřich patrně o čtyři roky a zemřel zřejmě spolu se synem Otou roku 1282 při velké morové epidemii.